# Aar
L'Aar (francès) o Aare (alemany) és un riu de Suïssa de 295 km de llargada, que neix en el massís de l'Aar-Gothard i és afluent del Rin (per l'esquerra). Passa per la impressionant gorja de l'Aar (Aareschlucht en alemany), passa per Meiringen, travessa el llac de Brienz, passa per Interlaken, travessa el llac de Thun abans de passar per Berna; després, rep les aigües del riu Sarine i continua fins al llac de Bienne. Agafa direcció est, passant al peu del Jura. Se li uneixen els rius Emme, Reuss i Limmat. Creua les ciutats d'Olten, Aarau i Brugg. L'Aar continua el seu camí cap al nord fins a vessar les aigües al Rin.

## Galeria

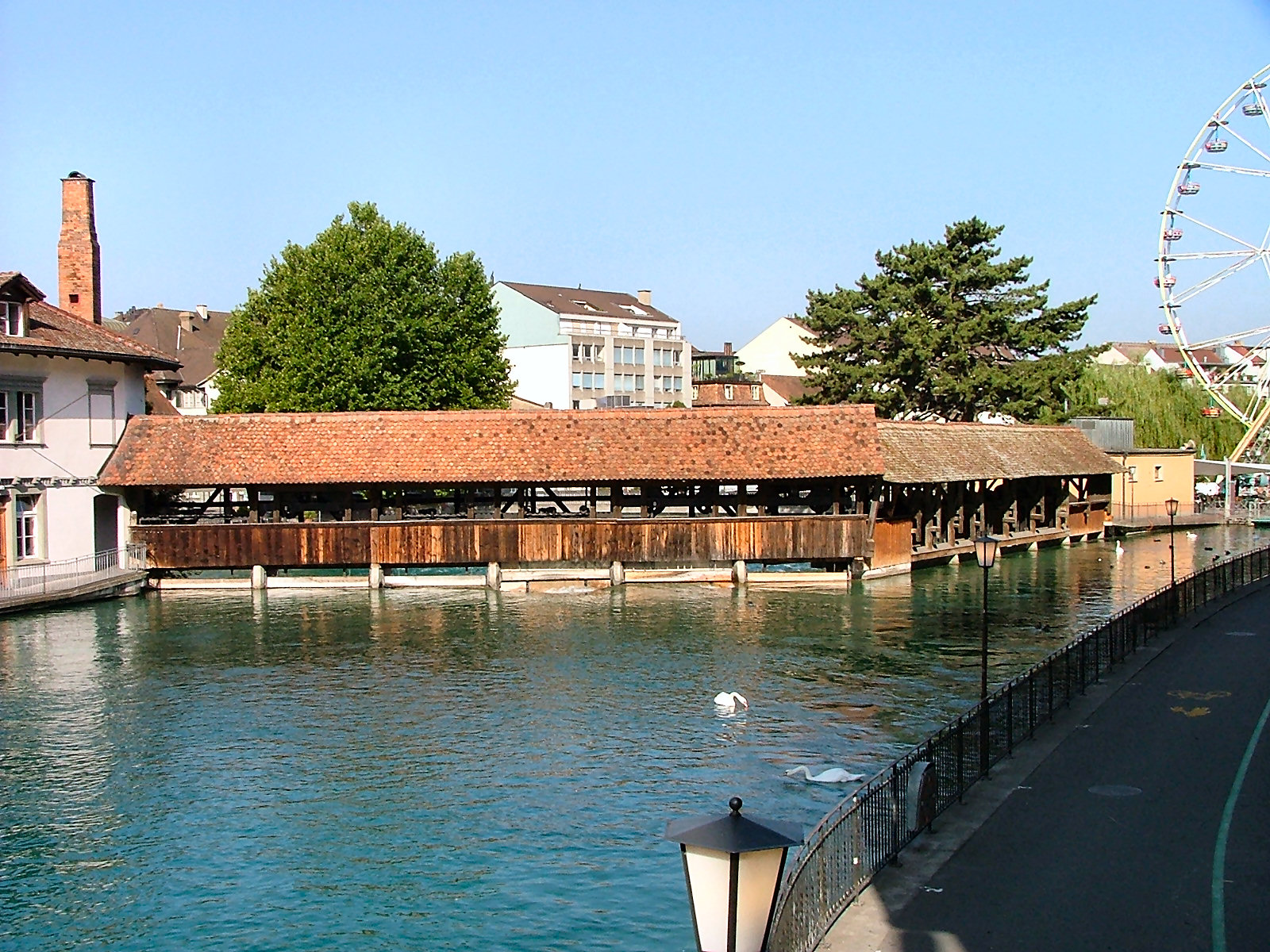
Thun
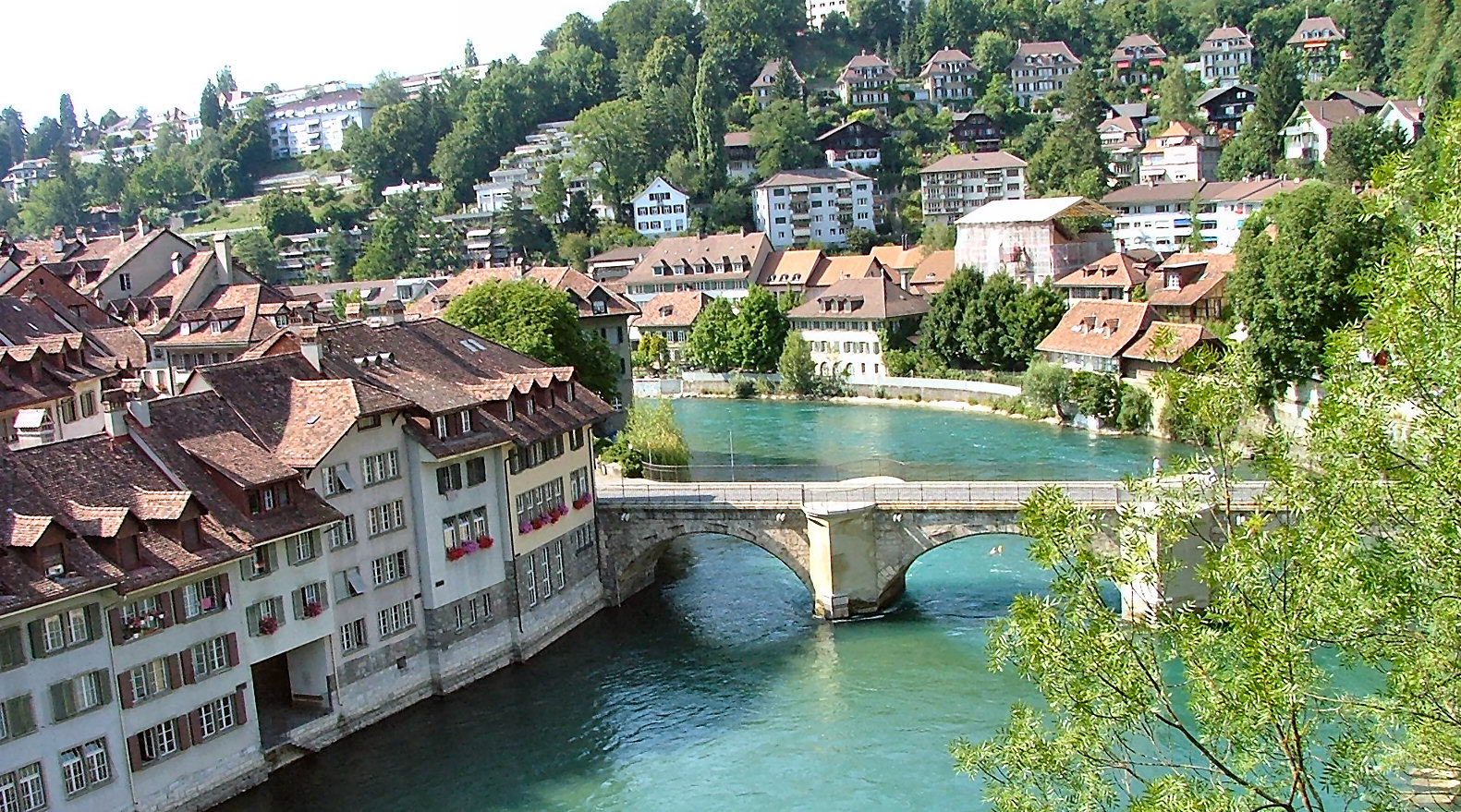
Berna
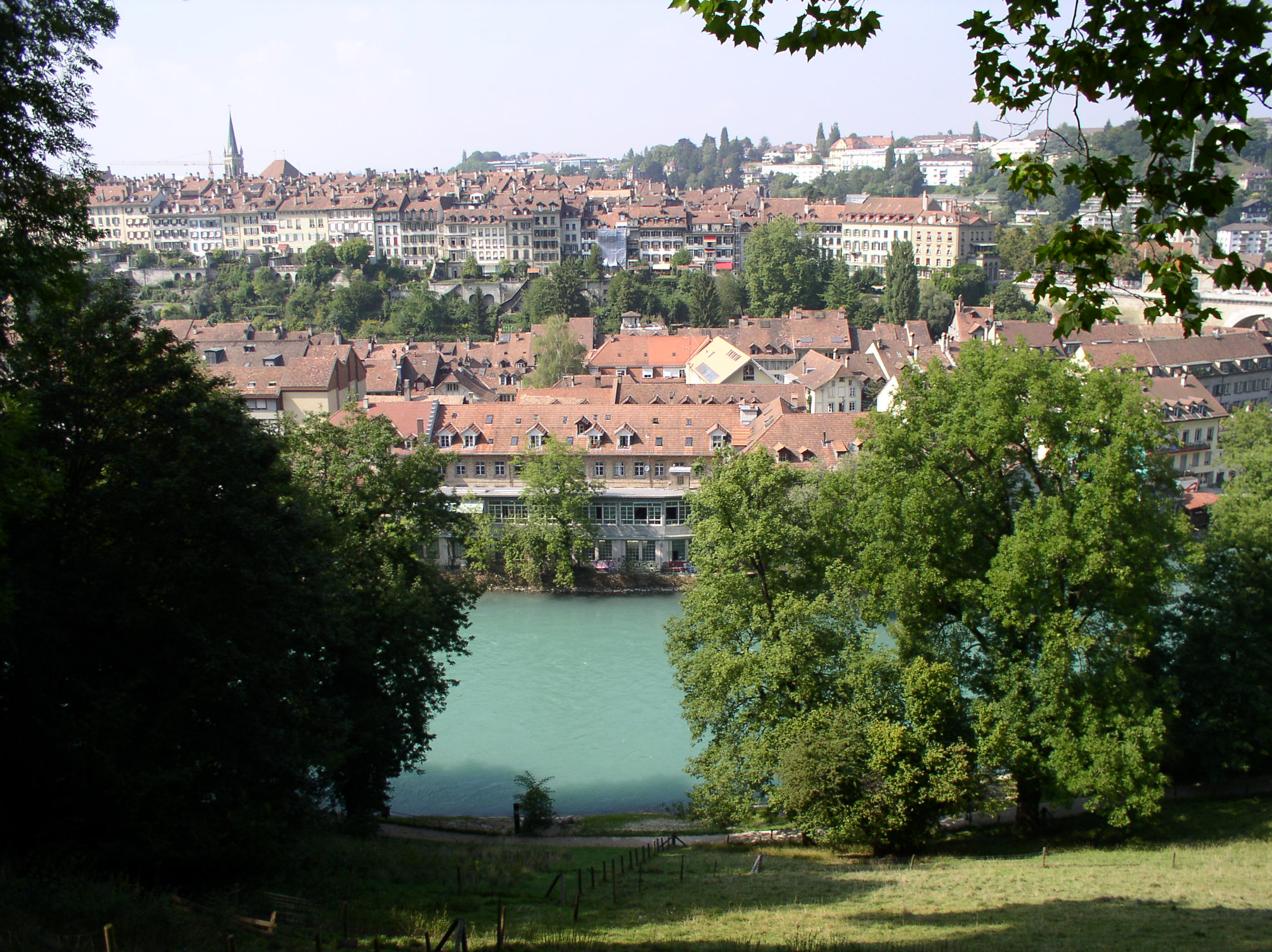
Berna
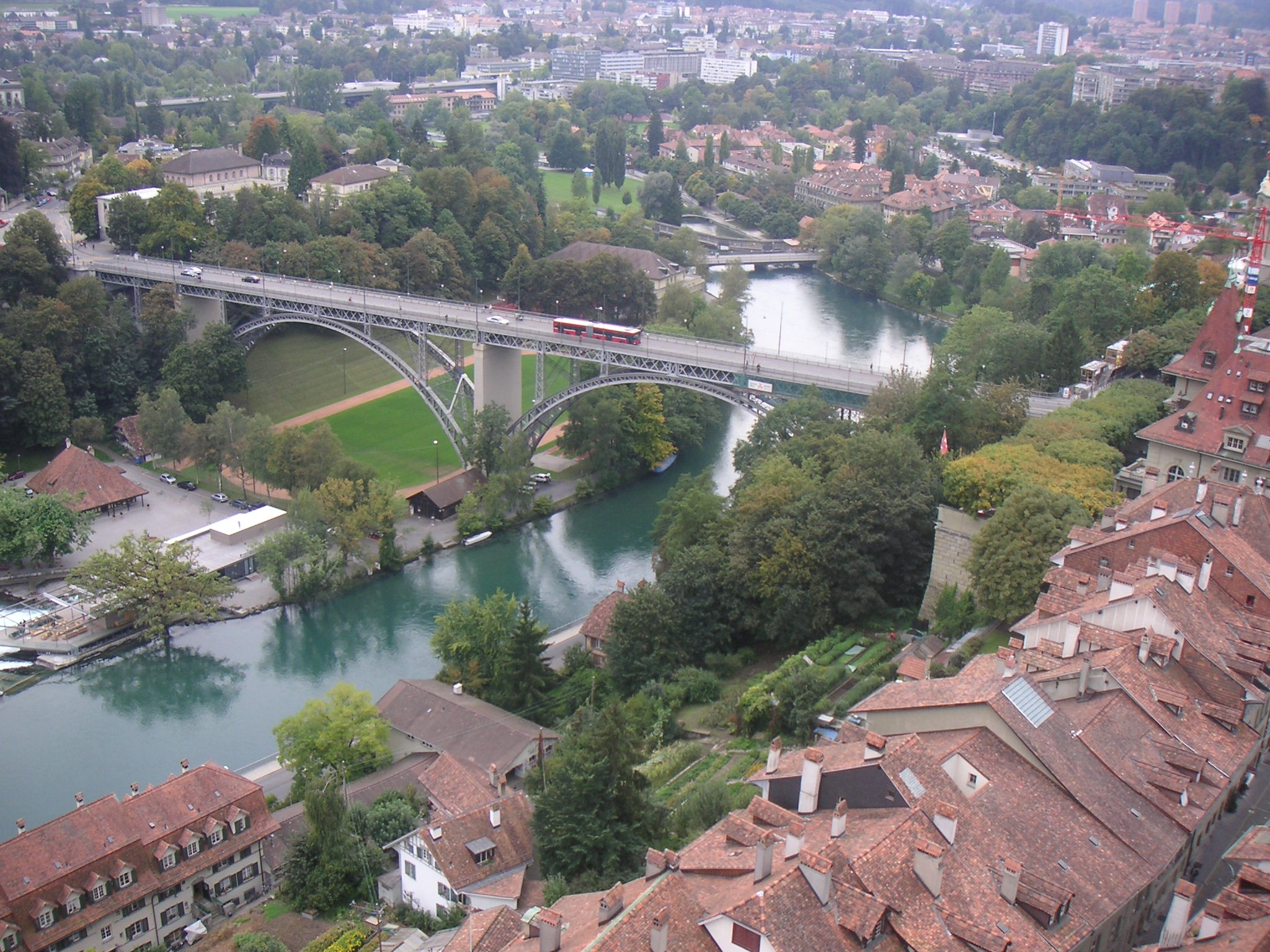
Berna
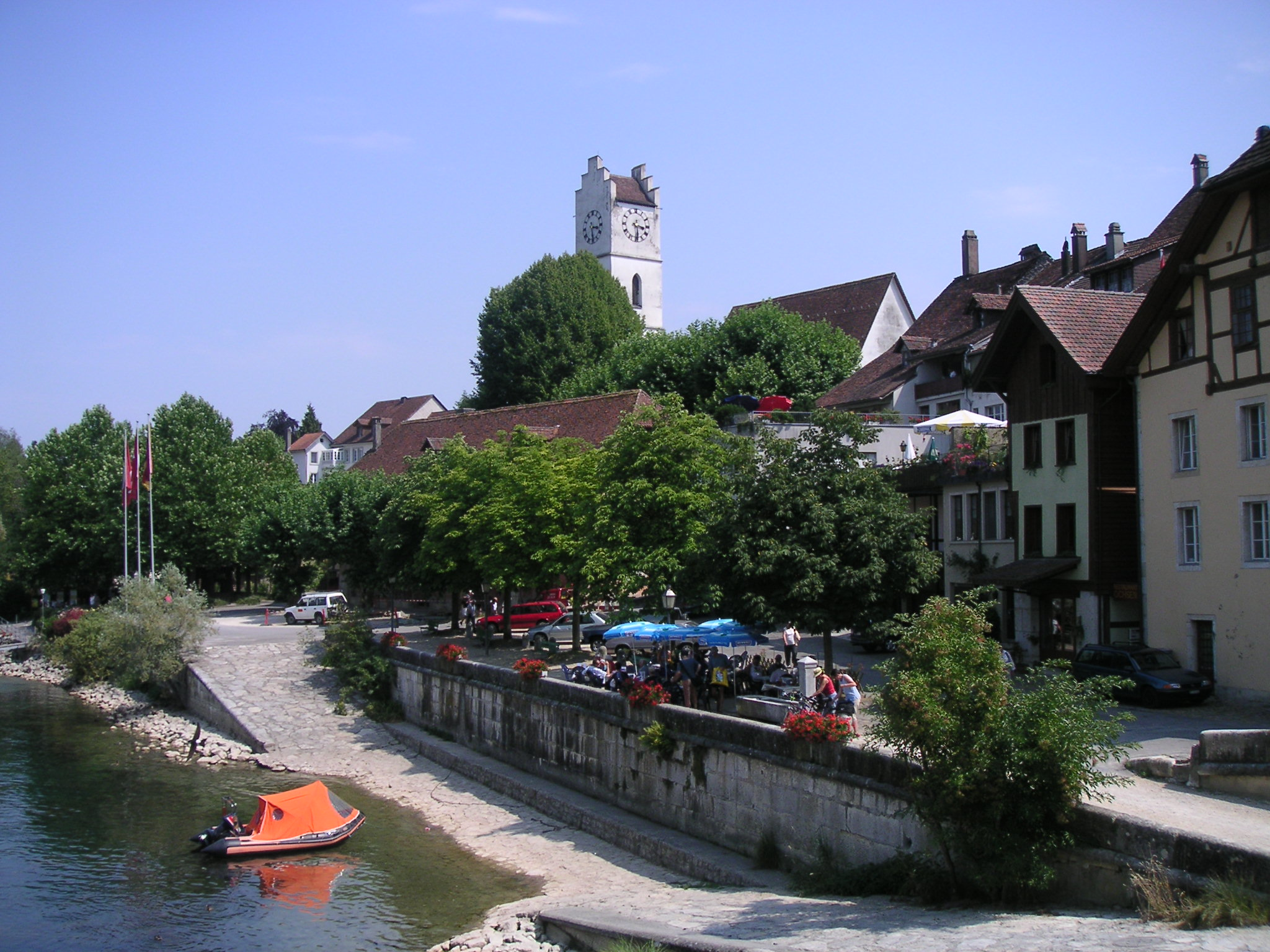
Büren
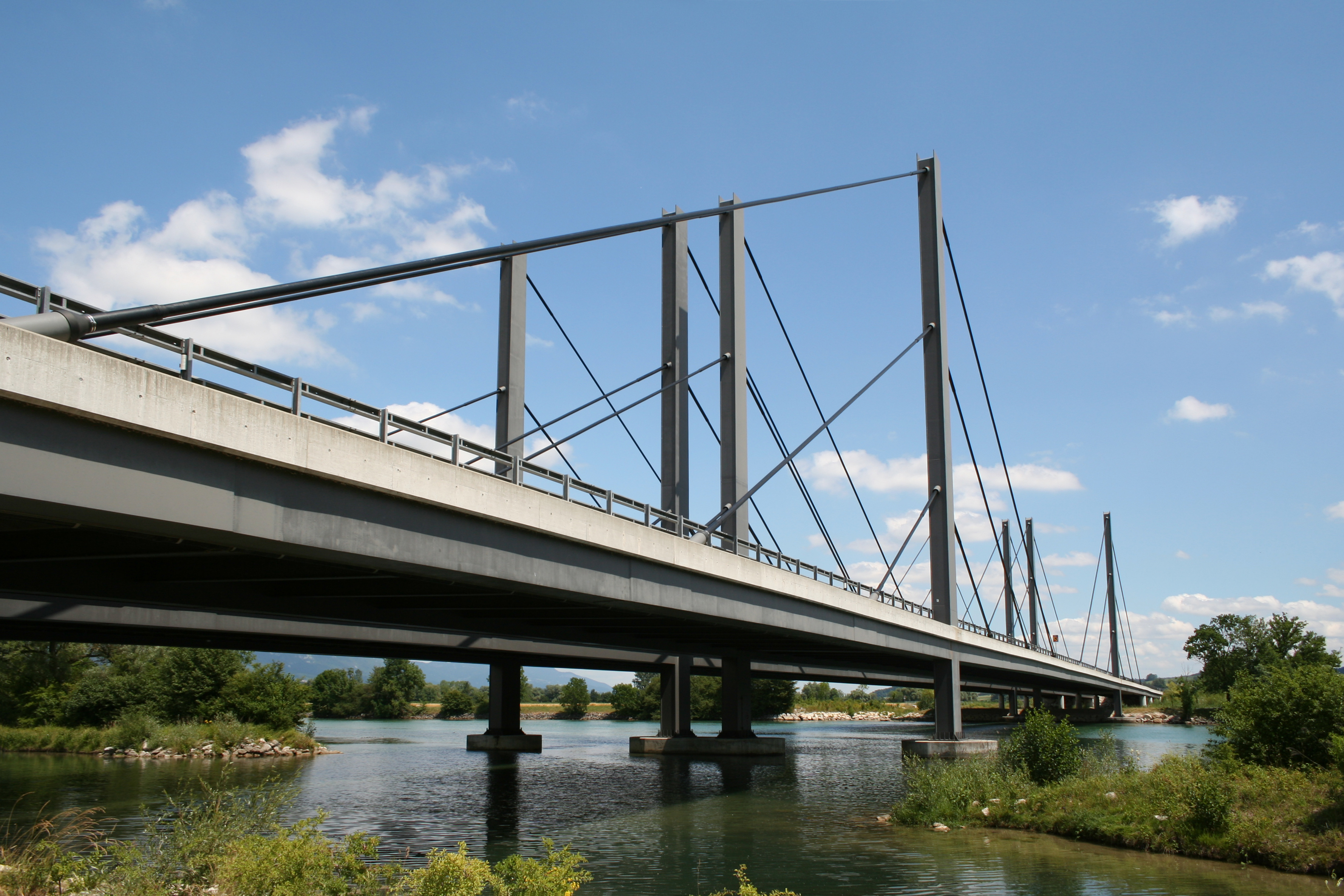
Arch
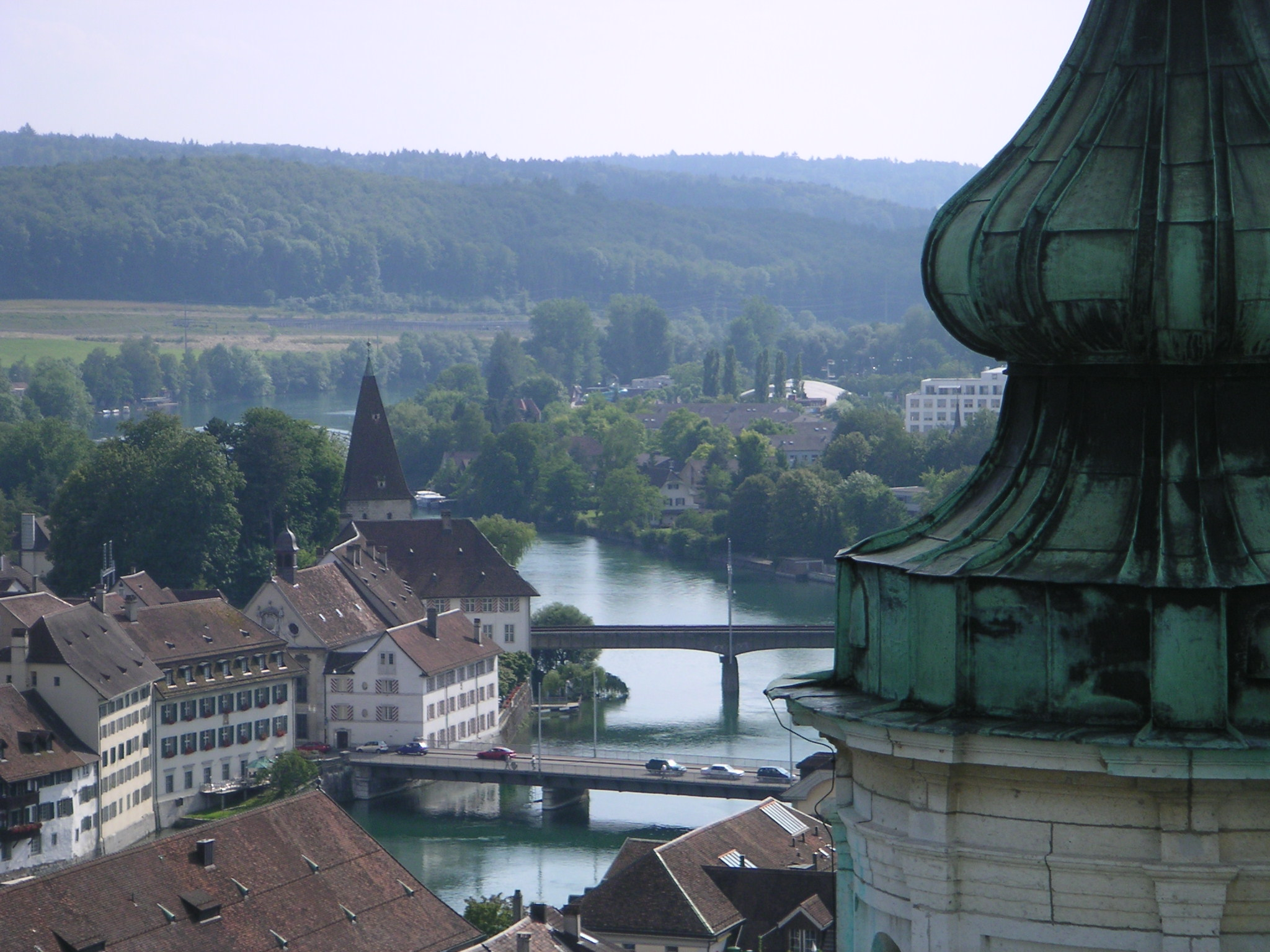
Solothurn
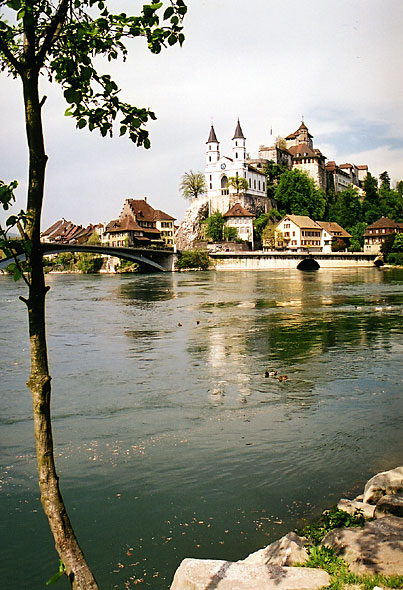
Aarburg
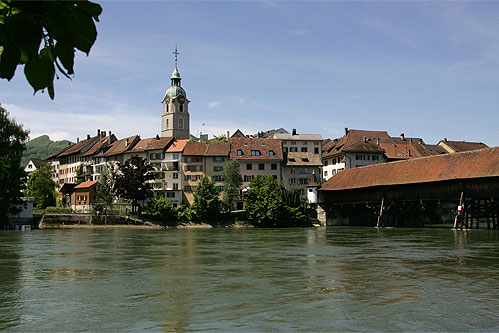
Olten
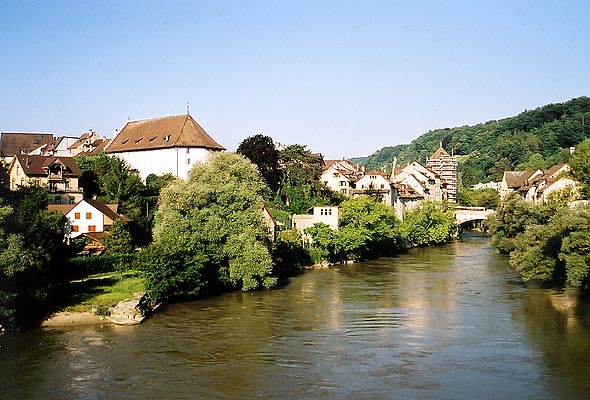
Brugg
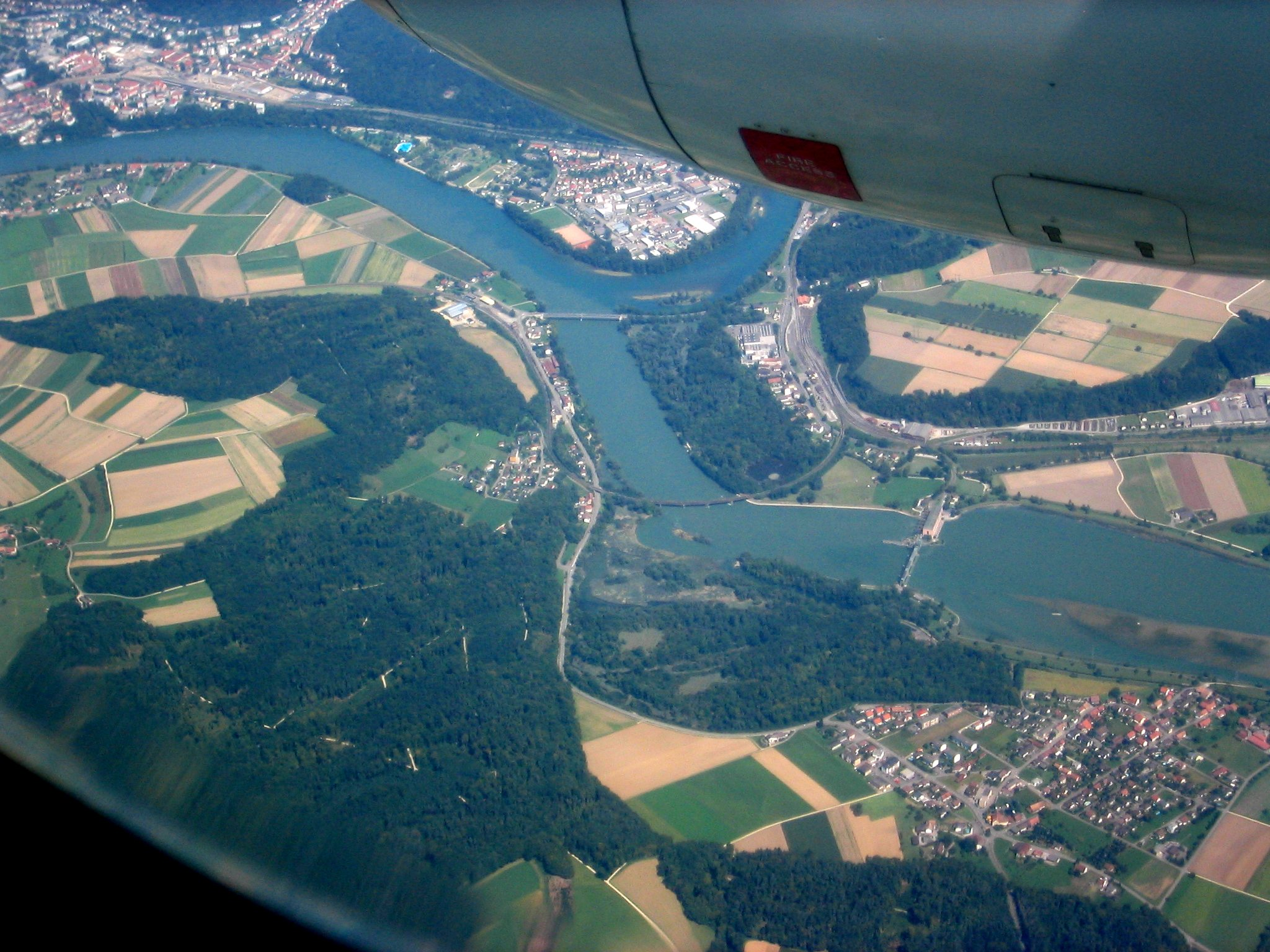
Coblença (Suïssa)